# Maria Szymanowska
Maria Agata Szymanowska, de nom de soltera Maria Agata Wolowska (Varsòvia, 14 de desembre de 1789-Sant Petersburg, 25 de juliol de 1831) va ser una de les primeres compositores i pianistes virtuoses poloneses del segle XIX. A diferència d'altres dones músics de l’època, Szymanowska va ser idolatrada i reconeguda durant el seu temps, però després de la seva mort va caure en l’oblit, juntament amb la seva obra i tot el seu llegat. Durant la dècada del 1820 va viatjar intensament fent gires que la van portar per tot Europa. Més endavant s’establí definitivament a Sant Petersburg on va treballar per la cort de la capital russa component, fent concerts, i ensenyant música. Fins i tot, va dirigir un saló que va ser molt influent a l’època.

## Biografia
Maria Agata Wolowska va néixer en el si d’una família jueva convertida al catolicisme i de mitjans modestos. El seu pare tenia una cerveseria a la capital de Polònia, la qual en aquella època estava dividida per tres imperis. Aquell establiment va acabar convertint-se en un punt de trobada secret de patriotes polonesos. Juntament amb la seva dona, rebien habitualment personatges rellevants de les elits intel·lectuals i artistíques d’Europa com: Franz Xaver Wolfgang Mozart, Julius Klengel, Angelica Catalani, Karol Kurpiński, Franciszek Lessel.
Va començar els estudis musicals ensenyant-se a ella mateixa des de ben petita. Meravellava als seus parents amb les seves improvisacions a l’spinet en trobades familiars, on tocava i acompanyava a la seva mare, que cantava. Al llarg de la seva vida només va tenir dos professors de piano, Antoni Lsowski i Tomasz Gremm, ja que ella forjava la seva tècnica i expressivitat a partir del treball individual i alguns Consells de músics que es va trobar durant la seva carrera. També es va formar en composició amb els professors Franciszek Lessel, Józef Elsner i Karol Kurpiński.
L’any 1810 va debutar com a pianista a Varsòvia i a París, i aquell mateix any es va casar amb Józef Szymanowski. Van tenir tres fills, Helena (1811-1861), i els bessons Celina (1812-1815) i Romuald (1812-1840). El seu matrimoni, però, va durar només deu anys, ja que les freqüents gires fora de casa no agradaven gens al seu marit i això va provocar moltes tensions entre la parella que va acabar resultant amb la seva separació. Maria el va deixar, es va endur els seus tres fills, i res li va impedir continuar amb la seva carrera musical. A partir d’aquí, va forjar una vida amb la qual poder mantenir-se per ella mateixa.

## Carrera musical
Des de molt jove ja va destacar com a pianista, però també va desenvolupar altres activitats com la composició i l'ensenyança. Amb 21 anys va fer el seu debut, després del qual Cherubini li va dedicar la Fantasia en Do. A partir de 1815 va començar a fer les seves primeres gires internacionals com a pianista, les quals la majoria eren per a fer concerts privats. Durant aquest període que va comprendre fins a l'any 1822 va viatjar a llocs com Dresden, Viena, Londres, Sant Petersburg o Berlín. De fet, la seva primera estada va ser a la residència del príncep Radziwill de Polònia.
De mica en mica, però, es va anar fent un nom i va aconseguir contactes decisius per a la seva carrera que la van portar a fer una successió més o menys ininterrompuda de gires amb èxits indiscutibles arreu d'Europa entre el 1822 i 1827. Primer va anar a Rússia on es va estar a les ciutats de Vilnius, Sant Petersburg, Moscou, Riga i Kíev. Durant aquesta primera tanda de concerts va crear connexions bastant significatives com la coneixença amb Hummel i Field a la capital russa, o tocar amb Lipinsky, el qual se'l coneixia com "el Paganini polonès", a Kíev. De fet, l'any 1822 es va convertir en la primera pianista dona en formar part de la cort russa, i va tocar per a la Russian Society of Music Amatheurs. Va tornar d'aquesta gira amb el títol de "Primera pianista de l'Emperatriu de totes les Rússies".
Va recórrer Alemanya oferint concerts públics a les principals ciutats, també ho va fer per Londres on, a més, va oferir algunes classes privades. L'abril de 1824 va tocar al Conservatori de París juntament amb el famós violinista Baillot. Allà van interpretar una peça escrita per Symanowska anomenada The murmur i, seguidament, l'editor Hanry que havia sigut al concert, la va publicar i es va convertir en una de les obres més populars del moment. Seguidament, va continuar la seva gira per Europa a Londres, Ginebra i per Itàlia amb cartes de recomanacions de Rossini. El març de 1825 va tocar al museu del Louvre, i després va tornar a ser aclamada a la capital anglesa i a Amsterdam. Finalment, l'any 1827, quan va tornar a Varsòvia va triomfar al Teatre Nacional amb dos grans concerts (al 15 de gener i al 7 de febrer). Entre el nombrós públic que la va veure aquells dies, hi havia un jove Chopin que va quedar meravellat.
Aquestes gires es van convertir en una gran empresa, la qual gestionaven els seus germans i germanes, i era assistida per alguns patrons i amics. Durant la seva trajectòria pianística va seguir l'evolució d'aquest instrument, tot i que tenia una clara preferència per als pianos anglesos Broadwood. Després de totes les gires, i un cop establerta a Sant Petersburg, va aconseguir crear-se un nom a la ciutat amb la creació de les trobades que oferia al seu saló, on anaven coneguts músics, poetes, artistes i amics. Compaginava aquestes trobades amb les seves classes privades que oferia, convertint-se així amb una de les professores amb més prestigi de l'època.

## La seva vida com a compositora
A més de ser una reconeguda concertista, també va ser una gran compositora que va generar molt impacte en la cultura musical pianística. De les primeres obres que va fer hi trobem cinc peces encarregades pel poeta Niemcewiz a partir d'uns versos seus. De fet, tres d'aquestes cinc obres es troben al recull de Cançons històriques poloneses de l'edició de 1816. L'any 1820, l'editorial Breitkopf & Härtel van començar a publicar obres seves com Vint exercicis i preludis per a pianoforte, els quals van agradar molt a Schumann, així com Sis romances per a veu i piano, amb textos de Shakespeare, Pushkin i el cardenal De Bernis. Breitkopf & Härtel va ser l'editorial que més obres va publicar de Maria Symanowska al llarg de la seva vida, així com altres editorials russes i poloneses. Com moltes altres dones de la seva època, va escriure música generalment per a instruments als quals tenia accés, com obres per a piano, vint cançons, o peces per a diverses formacions de música de cambra. En total, es reuneixen fins a 113 obres escrites per Szymanowska. Entre les seves 90 miniatures per a piano s'hi troben nocturns, valsos, poloneses, masurques i estudis. Durant l'època que va viure a Sant Petersburg, va dedicar-se a recollir tots els seus manuscrits en un àlbum que ara es troba a la Biblioteca Jagiellonian, a Cracòvia.
Un aprenent de Szymanowska, Sławomir Dobrzański, descriu la seva música així:
| «                     | Els seus estudis i preludis mostren una manera de compondre per a piano molt innovadora; el seu Nocturn en si b major és la seva millor composició per a piano; les seves masurques representen un dels primers intents en l'estilització de la dansa; les fantasies i els capricis contenen un impressionant vocabulari en tècnica pianística; les seves poloneses seguixen la tradició polonesa creada per Michal Kleofas Ogiński. El seu estil de música és paral·lel a Frédéric Chopin quan va començar a compondre; la majoria de les seves composicions van tenir un impacte obvi en l'estil de composició de Chopin. | » |
| — Sławomir Dobrzański | |   |

## Llegat i influències
Maria Szymanowska va gaudir d’una gran reputació arreu d’Europa, no només en la música i el piano, sinó també en altres arts i entre les elits de l’època. Un exemple de la seva influència és el nombre d’escriptors i compositors que es van inspirar en ella per a les seves creacions. El cas més rellevant és el de Goethe, el qual després d’escoltar-la a Karlsbad i Marienband a l’estiu de 1823, se li va despertar una profunda admiració cap a ella representada, per exemple, en poemes com Reconciliació o Aussöhnung. De fet, Goethe va dir en una ocasió que “l’increïble talent de Szymanowska no es pot descriure amb paraules”.
Però, sobretot, la influència que va tenir va ser en la música. Entre les 113 obres que va escriure s'hi destaquen peces breus per a piano, on en bona part va fer ús de l'anomenat stile brillante. Szymanowska és considerada precursora a Chopin gràcies als seus nocturns i poloneses, amb els quals clarament el compositor es va inspirar posteriorment en les seves obres. Altres músics del moment també la van admirar molt com, per exemple, Giacomo Rossini. I, evidentment, les trobades al seu saló eren un punt de referència importantíssim per l'època, ja que era una font de coneixement musical i intel·lectual que agrupava a les persones més rellevants. El saló era sovint freqüentat per l'elit de la capital com: Wiazemski, Galitzine, Field, Glinka, Mickiewicz, Pouchkine, Krylov, els pintors Oleszkiewicz, Orlowski i Wankowicz.
Les seves cartes i Àlbums (els reculls de poemes, dibuixos i partitures dedicades que va fer a Sant Petersburg) aporten un testimoni emotiu. Aquests ítems reflecteixen la intensitat de les relacions que va fer i l'estima que els seus contemporanis li mostraven. En aquests àlbums les persones amb qui tenia més relació van començar una petita secció de compliments cap a Szymanowska, la qual es va acabar convertint en un iman per a la gent amb ganes d'afegir els seus noms: Salieri, Beethoven, Kalkbrenner, Spontini, Paganini, Goethe, Moore, Clementi, Boieldieu, Auber, Meyerbeer, Reicha, Giuditta Pasta, Weber i Pushkin, van ser alguns dels que van arribar a firmar aquests àlbums.

## Catàleg de les seves obres
- Album per pianoforte. Maria Szmyd-Dormus, ed. Kraków: PWM, 1990.
- 25 Mazurkas. Irena Poniatowska, ed. Bryn Mawr, PA: Hildegard, 1991.
- Music for Piano. Sylvia Glickman, ed. Bryn Mawr, PA: Hildegard, 1991.
- Six Romances. Maria Anna Harley [Ara: Maja Trochimczyk], ed. Bryn Mawr, PA: Hildegard, 1999.

## Discografia
- Maria Szymanowska: Piano Works. Anna Ciborowska, piano. Dux, 2004.
- Szymanowska: Album. Carole Carniel, piano. Ligia Digital, 2005.
- Chopin und Polish Piano. Jean-Pierre Armengaud, piano. Man, 2001 (Inclou altres treballs d'altres compositors).
- Inspiration to Chopin. Karina Wisniewska, piano. Denon, 2000.
- Riches and Rags: A Wealth of Piano Music by Women. Nancy Fierro, piano. Ars Musica Poloniae, 1993 (Inclou altres treballs d'altres compositors).